# 11
11 (XI) var ett normalår som började en torsdag i den julianska kalendern.

## Händelser

### Okänt datum
- Germania Inferior och floden Rhen säkras åt Romarriket av Germanicus.
- Augustus överger sin plan att skapa en försvarsgräns längs Elbe, för att förstärka det romerska försvaret längs Rhen och Donau.
- Artabanus III av den arsakidiska dynastin blir härskare över Partien.
- I Indien påbörjar Satakarni sitt styre som kejsare av Andhraimperiet (11–29).

## Avlidna
- Marcus Antistius Labeo, romersk jurist